# Livraga
Livraga é uma comuna italiana da região da Lombardia, província de Lodi, com cerca de 2.509 habitantes. Estende-se por uma área de 12 km², tendo uma densidade populacional de 209 hab/km².
Faz fronteira com Brembio, Borghetto Lodigiano, San Colombano al Lambro (MI), Ospedaletto Lodigiano, Orio Litta.
Fica ao meio do caminho entre Lodi e Casalpusterlengo.

## Demografia
| Variação demográfica do município entre 1861 e 2011                               |
|                                                                                   |
| Fonte: Istituto Nazionale di Statistica (ISTAT) - Elaboração gráfica da Wikipedia |